# Morti nel 2009/Aprile
| Questa pagina contiene informazioni ricavate automaticamente dalle voci biografiche con l'ausilio del template Bio e di un bot. L'aggiornamento è periodico e automatico e ricostruisce completamente la pagina. Se manca una persona in questa lista, sei pregato di non aggiungerla, ma accertati piuttosto che la sua voce biografica contenga il template Bio e che i dati anagrafici siano correttamente compilati. Se il template Bio manca, inseriscilo tu stesso o, in alternativa, metti l'avviso {{tmp\|Bio}} che ne segnala la mancanza. Se i dati riportati sono sbagliati, correggi direttamente la voce biografica; le modifiche saranno visibili in questa lista entro pochi giorni. Per chiarimenti vedi il progetto biografie. La lista contiene solo le 128 persone che sono citate nell'enciclopedia e per le quali è stato implementato correttamente il template Bio. Pagina aggiornata al 18 mag 2025. |

- 1º aprile - Umberto Betti, cardinale italiano (n. 1922)
- 1º aprile - Margreta Elkins, mezzosoprano australiano (n. 1930)
- 1º aprile - Lou Perry, attore statunitense (n. 1941)
- 1º aprile - Mike Schlegel, cestista statunitense (n. 1963)
- 1º aprile - Fabián Tourn, cestista argentino (n. 1967)
- 2 aprile - Bud Shank, sassofonista e flautista statunitense (n. 1926)
- 2 aprile - Per-Alvar Magnusson, nuotatore svedese (n. 1958)
- 2 aprile - Bill McCadney, cestista portoricano (n. 1935)
- 2 aprile - Gladstone Ofori, calciatore ghanese (n. 1943)
- 2 aprile - Víctor Hugo Ávalos, calciatore paraguaiano (n. 1971)
- 3 aprile - Erhard Albrecht, filosofo tedesco (n. 1925)
- 3 aprile - Joan Comas Pausas, pittore, mercante e architetto spagnolo (n. 1913)
- 3 aprile - Armando Corona, medico, imprenditore e politico italiano (n. 1921)
- 3 aprile - Eva Evdokimova, ballerina statunitense (n. 1948)
- 3 aprile - Manuel Pardo Abad, cestista spagnolo (n. 1931)
- 4 aprile - Mario D'Agata, pugile italiano (n. 1926)
- 4 aprile - Adriano Emperado, artista marziale statunitense (n. 1926)
- 4 aprile - Jody McCrea, attore statunitense (n. 1934)
- 4 aprile - Brima Sesay, calciatore sierraleonese (n. 1981)
- 4 aprile - Marvin Webster, cestista statunitense (n. 1952)
- 5 aprile - Irving John Good, matematico e crittografo britannico (n. 1916)
- 5 aprile - Marta Sordi, storica italiana (n. 1925)
- 6 aprile - Luigi Casola, ciclista su strada e pistard italiano (n. 1921)
- 6 aprile - Marco Cavagna, vigile del fuoco italiano (n. 1958)
- 6 aprile - Jacques Hustin, cantautore belga (n. 1940)
- 6 aprile - Virgilio Lai, fotografo italiano (n. 1926)
- 6 aprile - Lorenzo Sebastiani, rugbista a 15 italiano (n. 1988)
- 6 aprile - Andrzej Stelmachowski, politico, giurista e insegnante polacco (n. 1925)
- 6 aprile - Svetlana Ul'masova, mezzofondista sovietica (n. 1953)
- 7 aprile - Dave Arneson, autore di giochi statunitense (n. 1947)
- 7 aprile - Stanley Jaki, teologo, filosofo e saggista ungherese (n. 1924)
- 7 aprile - Philip Moore, barone Moore, ufficiale inglese (n. 1921)
- 7 aprile - Leo Prieto, allenatore di pallacanestro e dirigente sportivo filippino (n. 1920)
- 7 aprile - Jack Wrangler, attore pornografico e attore teatrale statunitense (n. 1946)
- 8 aprile - Jane Bryan, attrice statunitense (n. 1918)
- 8 aprile - Henri Meschonnic, poeta francese (n. 1932)
- 8 aprile - Piotr Morawski, alpinista polacco (n. 1976)
- 9 aprile - Edgar Buchwalder, ciclista su strada svizzero (n. 1916)
- 9 aprile - Randy Cain, cantante statunitense (n. 1945)
- 9 aprile - Franco Frasi, allenatore di calcio e calciatore italiano (n. 1928)
- 9 aprile - Colin Jordan, politico inglese (n. 1923)
- 9 aprile - Shakti Samanta, regista indiano (n. 1926)
- 10 aprile - Pietro De Santis, calciatore italiano (n. 1927)
- 10 aprile - Iōannīs Patakīs, politico greco (n. 1940)
- 10 aprile - Evgenij Jakovlevič Vesnik, attore russo (n. 1923)
- 11 aprile - Werner Otto Leuenberger, pittore svizzero (n. 1932)
- 11 aprile - René Monory, politico francese (n. 1923)
- 11 aprile - Jimmy Neighbour, allenatore di calcio e calciatore inglese (n. 1950)
- 12 aprile - Marilyn Chambers, attrice pornografica e attrice cinematografica statunitense (n. 1952)
- 12 aprile - Kent Douglas, hockeista su ghiaccio e allenatore di hockey su ghiaccio canadese (n. 1936)
- 12 aprile - Mike Keen, allenatore di calcio e calciatore inglese (n. 1940)
- 12 aprile - Eve Kosofsky Sedgwick, sociologa, critica letteraria e pedagogista statunitense (n. 1950)
- 13 aprile - Björn Borg, nuotatore svedese (n. 1919)
- 13 aprile - Stefan Brecht, poeta, critico teatrale e filosofo statunitense (n. 1924)
- 13 aprile - Vincenzo Giordano, politico italiano (n. 1929)
- 13 aprile - Miguel Ángel Mori, calciatore argentino (n. 1943)
- 13 aprile - Abel Paz, anarchico, militare e storico spagnolo (n. 1921)
- 13 aprile - Alfred Swift, pistard sudafricano (n. 1931)
- 13 aprile - Teo Usuelli, compositore italiano (n. 1920)
- 14 aprile - Paolo Casalegno, logico e filosofo italiano (n. 1952)
- 14 aprile - Maurice Druon, scrittore francese (n. 1918)
- 14 aprile - Giuseppe Pesce, generale, aviatore e scrittore italiano (n. 1920)
- 14 aprile - Roberta Tatafiore, attivista e scrittrice italiana (n. 1943)
- 14 aprile - Franco Volpi, filosofo e storico della filosofia italiano (n. 1952)
- 15 aprile - Giano Accame, giornalista e saggista italiano (n. 1928)
- 15 aprile - Franco Ambrosio, imprenditore italiano (n. 1932)
- 15 aprile - Armando Ceste, regista italiano (n. 1942)
- 15 aprile - Rodrigo Valencia, organista, clavicembalista e direttore di coro colombiano (n. 1940)
- 16 aprile - El Camborio, ballerino e coreografo italiano (n. 1939)
- 16 aprile - Fabio Metitieri, giornalista e saggista italiano (n. 1958)
- 16 aprile - Reggie Royals, cestista statunitense (n. 1950)
- 17 aprile - Silvio Feccia, allenatore di calcio e calciatore italiano (n. 1927)
- 18 aprile - Peter Dennis, attore inglese (n. 1933)
- 18 aprile - Albert Dou, matematico spagnolo (n. 1915)
- 18 aprile - Edward George, economista inglese (n. 1938)
- 18 aprile - Thor Hernes, calciatore e allenatore di calcio norvegese (n. 1926)
- 18 aprile - Ingemar Johansson, marciatore svedese (n. 1924)
- 18 aprile - Bill Orton, politico statunitense (n. 1948)
- 18 aprile - Stephanie Parker, attrice britannica (n. 1987)
- 18 aprile - Sable Starr, statunitense (n. 1957)
- 18 aprile - Kiril Văžarov, hockeista su ghiaccio bulgaro (n. 1988)
- 19 aprile - J. G. Ballard, scrittore britannico (n. 1930)
- 19 aprile - Doc Blanchard, giocatore di football americano statunitense (n. 1924)
- 20 aprile - Tullio Benedetti, politico italiano (n. 1919)
- 20 aprile - Egidio Di Costanzo, calciatore e allenatore di calcio italiano (n. 1922)
- 20 aprile - Thomas Hill, attore e regista statunitense (n. 1927)
- 20 aprile - Franco Rotella, calciatore italiano (n. 1966)
- 21 aprile - Iqbal Bano, cantante indiana (n. 1935)
- 21 aprile - Gianfranco Franchini, architetto italiano (n. 1938)
- 21 aprile - Vittorio Giorgi, politico italiano (n. 1912)
- 21 aprile - Vivian Maier, fotografa statunitense (n. 1926)
- 22 aprile - Ken Annakin, regista, sceneggiatore e produttore cinematografico britannico (n. 1914)
- 22 aprile - Jack Cardiff, direttore della fotografia e regista inglese (n. 1914)
- 22 aprile - Rinaldo Caressa, pittore italiano (n. 1929)
- 22 aprile - Marilyn Cooper, attrice e cantante statunitense (n. 1934)
- 22 aprile - William Disney, pattinatore di velocità su ghiaccio statunitense (n. 1932)
- 22 aprile - Sirio Guerrieri, scrittore, critico letterario e partigiano italiano (n. 1916)
- 22 aprile - Dilvo Lotti, pittore italiano (n. 1914)
- 24 aprile - Bernard Haller, attore, comico e doppiatore svizzero (n. 1933)
- 24 aprile - Maxime Lehmann, calciatore francese (n. 1906)
- 24 aprile - Virgílio Marques Mendes, calciatore portoghese (n. 1926)
- 24 aprile - Franciszek Sobczak, schermidore polacco (n. 1939)
- 24 aprile - Gianni Alberto Vitrotti, regista, fotoreporter e giornalista italiano (n. 1922)
- 25 aprile - Bea Arthur, attrice e doppiatrice statunitense (n. 1922)
- 25 aprile - Franco Fuschi, militare, agente segreto e serial killer italiano (n. 1945)
- 26 aprile - Hans Holzer, scrittore austriaco (n. 1920)
- 26 aprile - Feroz Khan, attore, montatore e produttore cinematografico indiano (n. 1939)
- 26 aprile - Danny Kladis, pilota automobilistico statunitense (n. 1917)
- 26 aprile - Enzo Monteduro, attore italiano (n. 1937)
- 26 aprile - Pupuke Robati, politico cookese (n. 1925)
- 27 aprile - Ilda Bartoloni, giornalista e scrittrice italiana (n. 1946)
- 27 aprile - Miroslav Filip, scacchista ceco (n. 1928)
- 27 aprile - Glen Gondrezick, cestista statunitense (n. 1955)
- 27 aprile - Tomohiko Ikoma, calciatore giapponese (n. 1932)
- 27 aprile - Enzo Malepasso, cantante, compositore e produttore discografico italiano (n. 1954)
- 27 aprile - Frankie Manning, ballerino statunitense (n. 1914)
- 28 aprile - Roberto Abbondanza, politico e storico italiano (n. 1927)
- 28 aprile - Gaspare Giudice, politico italiano (n. 1943)
- 28 aprile - Ekaterina Sergeevna Maksimova, danzatrice sovietica (n. 1939)
- 28 aprile - Buddy Rose, wrestler statunitense (n. 1952)
- 28 aprile - Idea Vilariño, poetessa, saggista e critica letteraria uruguaiana (n. 1920)
- 29 aprile - Tom McGrath, drammaturgo, pianista e poeta scozzese (n. 1940)
- 29 aprile - Maurilio Prini, allenatore di calcio e calciatore italiano (n. 1932)
- 30 aprile - Venetia Burney, docente britannica (n. 1918)
- 30 aprile - Iuliu Falb, schermidore rumeno (n. 1942)
- 30 aprile - McCoy McLemore, cestista statunitense (n. 1942)
- 30 aprile - Henk Nijdam, ciclista su strada e pistard olandese (n. 1935)
- 30 aprile - Elisa Penna, giornalista e fumettista italiana (n. 1930)